# Beate Rathmayr
Beate Rathmayr (* 27. April 1969 in Wels) ist eine österreichische Fotokünstlerin. Von 2007 bis 2010 war sie Präsidentin der Künstlervereinigung MAERZ.

## Leben und Wirken
Die seit Beginn der 1990er-Jahre in Linz lebende Künstlerin ist als Projektentwicklerin im Kunstraum Goethestraße.xtd beschäftigt. Nach dem Besuch der Höheren Bundeslehranstalt für Kunstgewerbe Linz, studierte von 1989 bis 1996 an der Universität für künstlerische und industrielle Gestaltung Linz und übte dort von 1996 bis 1997 eine Lehrtätigkeit als Assistentin in der Meisterklasse Textil aus. 1995 absolvierte sie ein Studienjahr an der Hogeschool Rotterdam. 
Seit 2003 ist sie Mitglied der Künstlervereinigung MAERZ, wo sie sich ehrenamtlich im Vorstand des Vereins engagierte. Seit 2006 ist sie Kurator und Projektentwicklung im Kunstraum Goethestraße.
Ihr künstlerisches Wirken erstreckt sich u. a. auf die Bereiche (Farb)fotografie, Objektkunst, Diaprojektion, Installation, Copy Art und Siebdruck. Sie präsentiert ihre Werke meist im Rahmen von Gruppenausstellungen vor allem in Linz in der Galerie März, im Nordico oder im Lentos.

## Medien
- Thomas Philipp: Interview mit Beate Rathmayr, in: Linz Kulturentwicklungsplan (KEP), Webpräsenz der Stadt Linz, Linz 2011.